# میسووتسوو
میسووتسوو (انگلیسی: Mysovtsevo) یک شهرک در شهرستان اوفیمسکی استان باشقیرستان کشور روسیه است.